# Фесенко Василь Пилипович
Василь Пилипович Фесенко (5 жовтня 1921, Пішки — 6 квітня 1944) — Герой Радянського Союзу, в роки радянсько-німецької війни кулеметник 936-го стрілецького полку (254-я стрілецька дивізія, 52-а армія, 2-й Український фронт), червоноармієць.

## Біографія
Народився 5 жовтня 1921 року в селі Пішках (нині Корсунь-Шевченківського району Черкаської області) в сім'ї селянина. Українець. Закінчив 5 класів. Працював у Городищенському лісництві.
У Червоній Армії і на фронті з лютого 1944 року. Влучним вогнем кулемета червоноармієць Фесенко розчистив своєму батальйону вихід до річки Прут в районі населеного пункту Сорк (20 кілометрів на північ від міста Ясс, Румунія). 28 березня 1944 року він у числі перших переправився на правий берег річки і з тилу відкрив прицільний вогонь по ворогу. Умілими діями Фесенко знищив два кулемети з розрахунками й до сорока солдатів і офіцерів противника, забезпечуючи форсування річки батальйоном.
31 березня щільним кулеметним вогнем червоноармієць Фесенко підтримав наступ полку в районі населеного пункту Кирпіці (Вікторія, 14 кілометрів на північ від міста Ясс). Був тяжко поранений, але не залишив поля бою і продовжував вести вогонь. У цьому бою він знищив близько шістдесяти ворожих солдатів і офіцерів. Після бою його знайшли в несвідомому стані. Помер від ран 6 квітня 1944 року.
Указом Президії Верховної Ради СРСР від 13 вересня 1944 року за мужність, відвагу і героїзм, проявлені в боротьбі з німецько-фашистськими загарбниками, червоноармійцеві Фесенку Василю Пилиповичу присвоєно звання Героя Радянського Союзу.
Похований у населеному пункті Фресулені (19 кілометрів на північ від міста Ясс).

## Нагороди, пам'ять
Нагороджений орденом Леніна. У рідному селі ім'ям Героя названа вулиця.